# Бренч Петро Михайлович
Петро Михайлович Бренч (11 червня 1908, місто Вітебськ, тепер Республіка Білорусь — 10 серпня 1990, СРСР) — білоруський радянський діяч, секретар ЦК КП(б) Білорусії, міністр місцевої промисловості Білоруської РСР.

## Життєпис
У 1927 році закінчив Вітебську професійно-технічну школу металістів імені Калініна. З 1927 до 1928 року — слухач Оршанського робітничого факультету Білоруської СРР.
У 1935 році закінчив Новочеркаський авіаційний інститут.
Працював на авіаційних заводах у Москві та Куйбишеві. Член ВКП(б).
У вересні 1944 — 1947 року — інструктор промислового відділу ЦК КП(б) Білорусії.
У 1947 — лютому 1949 року — секретар Мінського обласного комітету КП(б) Білорусії.
19 лютого 1949 — 3 червня 1950 року — секретар ЦК КП(б) Білорусії з питань промисловості.
У 1950—1951 роках — заступник міністра місцевої промисловості Білоруської РСР.
У 1951 — 24 квітня 1953 року — міністр місцевої промисловості Білоруської РСР.
У 1953—1955 роках — 1-й заступник міністра сільського господарства Білоруської РСР.
У 1955 — січні 1963 року — секретар Брестського обласного комітету КП Білорусії.
У січні 1963 — 1965 року — заступник начальника Управління верстатобудування та загального машинобудування Білоруської Ради народного господарства; начальник Технічного управління Білоруської Ради народного господарства.
У 1966—1973 роках — начальник відділу науки та техніки Державного планового комітету Ради міністрів Білоруської РСР.
Потім — персональний пенсіонер.
Помер 10 серпня 1990 року.

## Нагороди
- орден Трудового Червоного Прапора (30.12.1948)
- ордени
- медалі